# Frank Prihoda
Frank Prihoda (Praga, Checoslovaquia; 8 de julio de 1921-Melbourne, Australia; 10 de noviembre de 2022) fue un esquiador de Australia nacido en Checoslovaquia que competía en la modalidad de esquí alpino.